# Campeonato da Primeira Divisão de 2012–13 (Argentina)
O Campeonato da Primeira Divisão de 2012–13 foi uma espécie de final do Campeonato Argentino de Futebol de 2012–13, que foi realizada entre o vencedor do Torneio Inicial de 2012, o Vélez Sársfield, e o vencedor do Torneio Final de 2013, o Newell's Old Boys, no dia 29 de junho de 2013, no Estádio Malvinas Argentinas, localizado em Mendoza, para definir o campeão da temporada. O Vélez Sársfield sagrou-se campeão argentino após vencer o Newell's Old Boys, que ficou com o vice-campeonato.

## História
Depois de muitas discussões e propostas, a Asociación del Fútbol Argentino anunciou que, ao contrário dos torneios anteriores, o Campeonato Argentino de Futebol de 2012–13 seria composto por duas fases, o Torneio Inicial de 2012, que foi jogada no segundo semestre daquele ano, e o Torneio Final de 2013, que foi disputado durante a primeira metade do ano seguinte, e que ambos os dois vencedores iria se enfrentar em uma final, em campo neutro, cujo vencedor se consagraria campeão do Campeonato da Primeira Divisão de 2012–13. Caso o mesmo clube ganhasse ambos os torneios, ele seria declarado automaticamente campeão. Porém, em 24 de outubro de 2012, com o Torneio Inicial já em disputa, uma resolução do Comitê Executivo da Asociación del Fútbol Argentino determinou que os vencedores dos torneios Inicial de 2012 e Final de 2013 fossem considerados campeões dos mesmos, concedendo assim, pela segunda vez na história, três títulos da Primeira Divisão na mesma temporada.

## Participantes
| Equipe            | Cidade       |
| ----------------- | ------------ |
| Vélez Sársfield   | Buenos Aires |
| Newell's Old Boys | Rosário      |

### Distribuição geográfica dos participantes
| Região                 | Quant. | Equipes           |
| ---------------------- | ------ | ----------------- |
| Cidade de Buenos Aires | 1      | Vélez Sársfield   |
| Cidade de Rosário      | 1      | Newell's Old Boys |

## Resultado do jogo
| 29 de junho de 2013 | Vélez Sarsfield | 1–0       | Newell's Old Boys | Estadio Malvinas Argentinas, Mendoza |
| 18:00 (UTC−3)       | Pratto 8'       | Relatório |                   | Árbitro: Néstor Pitana               |

| Vélez Sarsfield | Newell's Old Boys |

| GK             | 13 | Sebastián Sosa          | 70'     |     |
| DF             | 5  | Fabián Cubero (c)       | 9', 27' |     |
| DF             | 2  | Fernando Tobio          |         |     |
| DF             | 6  | Sebastián Domínguez (c) |         |     |
| DF             | 3  | Emiliano Papa           | 45'     |     |
| MF             | 24 | Iván Bella              |         | 29' |
| MF             | 17 | Franco Razzotti         | 90+1'   |     |
| MF             | 8  | Fernando Gago           |         | 71' |
| MF             | 10 | Federico Insúa          | 76'     |     |
| FW             | 12 | Lucas Pratto            |         | 67' |
| FW             | 14 | Facundo Ferreyra        |         |     |
| Substitutos:   |    |                         |         |     |
| GK             | 1  | Germán Montoya          |         |     |
| DF             | 30 | Juan Sabia              |         |     |
| DF             | 4  | Gino Peruzzi            |         | 29' |
| MF             | 18 | Francisco Cerro         |         | 71' |
| MF             | 21 | Agustín Allione         |         |     |
| MF             | 29 | Lucas Romero            |         | 67' |
| FW             | 9  | Ezequiel Rescaldani     |         |     |
| Treinador:     |    |                         |         |     |
| Ricardo Gareca |    |                         |         |     |

| GK              | 1  | Nahuel Guzmán      |     |     |
| DF              | 4  | Marcos Cáceres     |     |     |
| DF              | 27 | Santiago Vergini   | 5'  |     |
| DF              | 20 | Gabriel Heinze     |     |     |
| DF              | 15 | Milton Casco       |     |     |
| MF              | 8  | Pablo Pérez        | 9'  | 71' |
| MF              | 7  | Lucas Bernardi (c) |     |     |
| MF              | 14 | Rinaldo Cruzado    | 63' | 63' |
| FW              | 11 | Maxi Rodríguez     |     |     |
| FW              | 32 | Ignacio Scocco     |     |     |
| FW              | 16 | Víctor Figueroa    |     |     |
| Substitutos:    |    |                    |     |     |
| GK              | 22 | Sebastián Peratta  |     |     |
| DF              | 6  | Víctor López       |     |     |
| MF              | 5  | Diego Mateo        |     |     |
| MF              | 28 | Martín Tonso       |     | 63' |
| MF              | 18 | Horacio Orzán      |     |     |
| FW              | 37 | Maximiliano Urruti |     | 71' |
| FW              | 39 | Fabián Muñoz       |     |     |
| Treinador:      |    |                    |     |     |
| Gerardo Martino |    |                    |     |     |

## Premiação
| Campeonato da Primeira Divisão de 2012–13 |
| ----------------------------------------- |
| Vélez Sarsfield Campeão (10° título)      |